# Anneckeida
Anneckeida is een geslacht van vliesvleugeligen uit de familie Torymidae. De wetenschappelijke naam van dit geslacht is voor het eerst geldig gepubliceerd in 1978 door Boucek.

## Soorten
Het geslacht Anneckeida omvat de volgende soorten:
- Anneckeida angustifrons Boucek, 1978
- Anneckeida indica Sureshan & Narendran, 1996
- Anneckeida laotica Boucek, 1978
- Anneckeida latifrons Boucek, 1978
- Anneckeida orientalis Boucek, 1978
- Anneckeida watshami Boucek, 1978